# SV Spakenburg
Sportvereniging Spakenburg is een Nederlandse amateurvoetbalvereniging uit het gelijknamige Spakenburg. De club is opgericht op 15 augustus 1931 en behoort tot de top van het Nederlandse amateurvoetbal. De club speelt in de Tweede Divisie, het hoogste amateurniveau in Nederland. De club speelt haar thuiswedstrijden op het Sportpark De Westmaat. In 2023 bereikte de club door uitschakeling van twee profclubs de halve finale van de KNVB Beker.

## Historie

### Begin (1931 t/m 1947)
Het begon allemaal toen op zaterdag 15 augustus 1931 een aantal enthousiastelingen de voetbalvereniging oprichtte, aanvankelijk werd de vereniging “Stormvogels” genoemd. In deze tijd werden meerdere plaatselijke voetbalverenigingen opgericht zoals Strandvogels, Noordster en Spakenburgse Boys. Van een competitie zoals we die vandaag de dag kennen was in het begin van de vereniging nog geen sprake. Er werden voornamelijk vriendschappelijke wedstrijden en toernooien gespeeld. Na een aantal jaren veranderde de vereniging haar naam in “Windvogels”.
De club speelde altijd al op zaterdag en tekende het convenant dat opgesteld was tussen de KNVB en de Belangenvereniging Zaterdagvoetbal (BZV) om te kunnen garanderen dat wedstrijden op zaterdag gespeeld kunnen worden.
Vanaf 1935 werd er voor het eerst in competitieverband meegedaan, in de derde klasse van de Utrechtse Provinciale Voetbal Bond (UPVB). In het eerste jaar werd het team ongeslagen kampioen. De club veranderde ondertussen van naam en groeide erg snel tot 200 leden.
In 1947 fuseerde de club met gymnastiekvereniging Lycurgus en veranderde de naam van de organisatie in Sport Vereniging Spakenburg, in hetzelfde jaar promoveerde SV Spakenburg naar de hoogst mogelijke amateurklasse voor een zaterdagvereniging.

### Royale winst
Twee jaar later speelde SV Spakenburg twee keer tegen een jubilerend voetbalteam van Paleis Soestdijk. Het halve dorp ging op de fiets naar Soestdijk, vooral omdat ook koningin Juliana en prins Bernhard aanwezig zouden zijn. Ook bij de terugwedstrijd in Spakenburg waren de koningin en prins present, natuurlijk als eregasten. Het Spakenburgse team won met 4-2 en aanvoerder Jan van der Goot ontving een medaille uit handen van Prins Bernhard. Vooral in de jaren 50 wist Spakenburg haar naam te vestigen in het hele land. Met name het landskampioenschap in 1952 zorgde daarvoor. De kampioenen werden in een koets door het dorp gereden.

### Eerste klasse
Ook in de jaren 60 werden regelmatig kampioenschappen behaald. Dit gebeurde via de hoogst mogelijke klasse van het district, terwijl na de jaren zestig door de KNVB een landelijke eerste klasse werd ingesteld. Verder werd door de gemeente ruimte gegeven om een sportterrein aan te leggen op de Westmaat, waar zowel Spakenburg als IJsselmeervogels hun wedstrijden konden afwerken.
In het seizoen 1971/72 werd gestart met een eerste klasse, destijds het hoogste niveau, waarvoor de club zich met moeite wist te plaatsen. Trainer was toen Joop van Basten, de vader van Marco van Basten.
De eerste seizoenen in die eerste klasse verliepen niet zo goed, maar in het seizoen 1973/74 kon de kampioensvlag weer worden gehesen. Onder leiding van Wim Kraneveldt werd de eerste plaats behaald in de eerste klasse B. In de strijd om het zaterdagkampioenschap werd verloren van Huizen.
Spakenburg wisselde matige seizoenen af met goede, maar verder dan een tweede plaats kwam het tot het seizoen 1984/85 niet.

### Het succesjaar 1984/85

Spakenburg viert het kampioenschap.

Het seizoen 1984/85 werd een van de beste seizoenen uit de clubgeschiedenis. Onder leiding van Piet van den Ham werd voor het eerst in elf jaar weer een afdelingskampioenschap binnengehaald. Met Kozakken Boys en GVVV werd daarna gestreden om de zaterdagtitel. Omdat Kozakken Boys en Spakenburg gelijk eindigden was een beslissingswedstrijd nodig. Op het veld van Huizen won Spakenburg de zaterdagtitel op de valreep met 3-2, na een onderbreking van een halfuur, terwijl van beide teams twee spelers uit het veld werden gestuurd.
In de wedstrijd om het algeheel amateurkampioenschap was zondagkampioen DHC uit Delft de tegenstander. De uitwedstrijd eindigde in 2-2. In de thuiswedstrijd scoorde Joop van de Groep vier minuten voor tijd via een strafschop voor Spakenburg de 1-0. Niet veel later wilde DHC-trainer Guus Haak niet meer verder spelen, na een vermeende elleboogstoot op een van zijn spelers. De officials van de KNVB drongen er bij DHC op aan om de wedstrijd te hervatten. Toen Haak bleef weigeren werd Spakenburg tot kampioen uitgeroepen.
In dit seizoen won Spakenburg ook de districtsbeker (West I), door een 3-0-overwinning op RCH.

### Periode 1986 – 2008

##### Derde afdelingstitel: (1986/1987)
Twee seizoenen na het succesjaar 84/85 werd opnieuw het afdelingskampioenschap behaald. In de strijd om de zaterdagtitel moesten Spakenburg en NSVV hun meerdere erkennen in ACV dat zaterdagkampioen werd.

##### Vierde afdelingstitel: (1999/2000)
In de seizoenen daarna deed Spakenburg vaak mee om de titel, maar pas in het seizoen 1999/2000 werd ze weer afdelingskampioen. Trainer was Tijs Schipper. In de strijd om de zaterdagtitel, met Urk en Katwijk, trok laatstgenoemde aan het langste eind.

##### Vijfde afdelingstitel (2007/2008)
Na 2000 deed Spakenburg regelmatig mee in de strijd om de bovenste plekken, maar eindigde vaak op een tweede of derde plaats. In oktober 2006 werden de spelers Karim El Kaddouri en Donovan Mijnals in het Westelijk elftal opgenomen voor de kwalificatiewedstrijden voor de UEFA-Regiobeker. Het kampioenschap werd in het seizoen 2007/2008 behaald. Hiervoor was een sterke eindsprint nodig om Sparta Nijkerk in te halen. Op de laatste speeldag versloeg Spakenburg, op de Blauwe Westmaat, LRC Leerdam en zo kroonde Spakenburg zich tot kampioen in de Hoofdklasse B. FC Lisse bleek in de strijd om de algehele zaterdagtitel te sterk voor Spakenburg en HHC Hardenberg, de Blauwen werden wel tweede in die strijd door thuis te winnen van HHC Hardenberg.

### Periode 2008 – heden

#### Kampioenschap Topklasse (2011/2012)
Onder leiding van trainer André Paus werd Spakenburg kampioen van de Topklasse. In een spannende race om de titel met Rijnsburgse Boys wist Spakenburg de Rijnsburgers achter zich te houden en zo de titel te pakken. 
Landskampioen (2013/2014)
Na een moeilijk seizoen in 2012-2013 waarin de Blauwen degradatie wisten te voorkomen werd SV Spakenburg het jaar erna landskampioen. 
Met liefst 17 nieuwe spelers werd er gestart aan het nieuwe voetbalseizoen. Na de eerst drie wedstrijden met nul punten vertrok trainer Johan de Kock. Zijn opvolger werd assistent-trainer Jochem Twisker. In een super spannende competitie eindigen Spakenburg en GVVV allebei bovenaan, waardoor een beslissingswedstrijd gespeeld moest worden om uit te maken wie kampioen van de Topklasse Zaterdag werd. In het Kras Stadion van FC Volendam kwamen 6000 toeschouwers samen om het duel tussen Spakenburg en GVVV mee te maken. Mark de Loor zette Spakenburg op 1-0, waarna Simon Brouwer van GVVV voor rust nog gelijk wist te maken. Kees Tol wist met de 2-1 de Spakenburgers naar het kampioenschap te schieten.
Vervolgens wachtte het duel om het landskampioenschap tegen AFC, de Amsterdamse vereniging die winnaar was geworden van de Topklasse Zondag. Op de Westmaat weet Spakenburg de Amsterdammers te overklassen en de zondagkampioen te verslaan met 4-1. De doelpuntenmakers aan Blauwe zijde waren Kees Tol, Edwin Dekkers, Mark de Loor en Niels Buijtenhuis. In de return in Amsterdam een week later won AFC. De Blauwen verloren dan wel met 3-2, maar de opgetelde score over twee wedstrijden was 6-3 in het voordeel van Spakenburg waarmee de algehele amateurtitel naar de Blauwen ging.

#### Plaatsing voor halve finale KNVB Beker 2022/2023
In de uitwedstrijd tegen Groningen op 12 januari 2023 weet Spakenburg op een 0-3 voorsprong te komen door goals van Youri Koelewijn en Floris van der Linden (tweemaal). FC Groningen komt terug tot 2-3, maar de Blauwen houden stand en weten voor het eerst een Eredivisionist te verslaan in de KNVB Beker.
In de achtste finale treft Spakenburg competitiegenoot Katwijk. In een spannend duel blijft het na 120 minuten spelen 1-1 en moeten penalty's uitkomst brengen. Mede door een redding van Alessandro Damen bekert Spakenburg verder door de shoot-out met 4-1 te winnen  
Op 28 februari 2023 stuntte SV Spakenburg in de kwartfinale van de KNVB Beker door eredivisionist FC Utrecht in eigen huis met 1–4 te verslaan. Ze werd hiermee de derde amateurclub in de geschiedenis van het toernooi, sinds de invoering van het betaalde voetbal in 1956, die zich wist te plaatsen voor de halve finale.

Het team viert feest voor een uitzinnig uitvak na de 1-4 overwinning op FC Utrecht.

Op 4 maart 2023 lootte SV Spakenburg PSV als tegenstander in de halve finale van de KNVB Beker; de wedstrijd werd op 4 april 2023 op De Westmaat gespeeld. Spakenburg verloor met 1-2 in eigen huis van PSV. De score werd geopend door Erick Gutiérrez vanuit een corner. In de tweede helft scoorde Patrick van Aanholt op aangeven van Xavi Simons. Na een uur spelen zette Dwayne Green met een fantastisch afstandsschot de 1-2 op het bord. Daarmee is Green de eerste speler ooit die als amateur in een halve finale van de KNVB Beker wist te scoren.

Nick Verhagen in duel met Xavi Simons.

#### Dominant Spakenburg landskampioen 2023/2024
SV Spakenburg werd in het seizoen 23/24 kampioen met 82 punten, de meeste punten ooit in de Tweede Divisie. Dit werd mede bereikt dankzij een ongeslagen reeks van 19 competitiewedstrijden (16 keer winst en 3 keer gelijk). Alleen De Treffers kon enige tijd aanhaken, maar de ploeg uit Groesbeek moest zich uiteindelijk gewonnen geven nadat zij punten verspeelden tegen Noordwijk en Spakenburg eerder die speeldag met 2-3 won van GVVV. De 8-0 winst op Noordwijk in het seizoen 23/24 is de grootste competitieoverwinning ooit voor SV Spakenburg en tevens de grootste uitslag ooit in de Tweede Divisie. Ahmed El Azzouti maakte in die wedstrijd 5 treffers en werd uiteindelijk met 25 treffers de topscorer van de Tweede Divisie. Trainer Chris de Graaf werd in het succesvolle seizoen ook uitgeroepen tot beste amateur-trainer van het jaar. De prijs kwam hem volgens de vakjury toe vanwege het hanteren van een aanvallende speelwijze met spektakel, maar wel met een duidelijke visie.

De Blauwen vieren het kampioenschap in de Tweede Divisie.

## Spakenburg in de KNVB Beker
Dit schema laat de resultaten zien van SV Spakenburg tegen profclubs in de KNVB Beker.
| Wedstrijd                                       | Datum       | Uitslag        |
| ----------------------------------------------- | ----------- | -------------- |
| PEC Zwolle – SV Spakenburg                      | 5-okt-1974  | 2-0            |
| SV Spakenburg – FC Groningen                    | 8-okt-1983  | 1-4            |
| SV Spakenburg – Cambuur (replay-systeem)        | 20-okt-1984 | 1-1            |
| Cambuur – SV Spakenburg (replay-wedstrijd)      | 31-okt-1984 | 3-1            |
| SV Spakenburg – ADO Den Haag (replay-systeem)   | 27-nov-1985 | 1-1            |
| ADO Den Haag – SV Spakenburg (replay-wedstrijd) | 8-feb-1986  | 2-0            |
| SV Spakenburg – MVV                             | 7-okt-1987  | 0-0 (0-1 n.v.) |
| SV Spakenburg – FC Dordrecht                    | 1-okt-1988  | 3-2            |
| SV Spakenburg – AZ                              | 18-nov-1988 | 1-4            |
| SV Spakenburg – Heracles Almelo                 | 2-sep-1989  | 2-0            |
| SV Spakenburg – De Graafschap                   | 4-okt-1989  | 3-2            |
| SV Spakenburg – Feyenoord (gespeeld in De Kuip) | 13-dec-1989 | 0-4            |
| TOP Oss – SV Spakenburg                         | 12-okt-1991 | 2-1            |
| FC Utrecht – SV Spakenburg (poulewedstrijd)     | 18-aug-1999 | 6-1            |
| NEC – SV Spakenburg                             | 23-sep-1999 | 3-0            |
| SV Spakenburg – Volendam (poulewedstrijd)       | 11-aug-2000 | 1-4            |
| SV Spakenburg – Cambuur (poulewedstrijd)        | 30-aug-2000 | 2-8            |
| SV Spakenburg – NEC (poulewedstrijd)            | 11-aug-2001 | 0-0            |
| SV Spakenburg – Veendam                         | 19-sep-2001 | 1-2            |
| SV Spakenburg – PEC Zwolle (poulewedstrijd)     | 10-aug-2002 | 0-3            |
| SV Spakenburg – Volendam                        | 9-aug-2003  | 0-2            |
| SV Spakenburg – Vitesse                         | 7-aug-2004  | 0-1            |
| SV Spakenburg – Roda JC                         | 25-sep-2007 | 0-2            |
| SV Spakenburg – Telstar                         | 24-sep-2008 | 0-1            |
| SV Spakenburg – MVV                             | 22-sep-2009 | 3-1            |
| AZ – SV Spakenburg                              | 28-okt-2009 | 2-2 (5-2 n.v.) |
| SV Spakenburg* – RBC Roosendaal                 | 21-sep-2010 | 0-0* (wns)     |
| PSV – SV Spakenburg                             | 10-nov-2010 | 3-0            |
| SV Spakenburg – NAC Breda                       | 23-sep-2014 | 3-4            |
| SV Spakenburg – Fortuna Sittard                 | 21-sep-2016 | 2-1            |
| Willem II – SV Spakenburg                       | 31-okt-2018 | 5-0            |
| Ajax – SV Spakenburg                            | 22-jan-2020 | 7-0            |
| SV Spakenburg – FC Dordrecht                    | 26-okt-2021 | 3-0            |
| Telstar – SV Spakenburg                         | 14-dec-2021 | 3-3 (5-3 n.v.) |
| FC Groningen – SV Spakenburg                    | 12-jan-2023 | 2-3            |
| SV Spakenburg – PSV                             | 4-apr-2023  | 1-2            |
| SV Spakenburg – Helmond Sport                   | 31-okt-2023 | 3-1            |
| SV Spakenburg – Excelsior Rotterdam             | 19-dec-2023 | 2-2 (2-3 n.v.) |

## Gemiddeld toeschouwersaantal
Deze grafiek laat zien hoeveel supporters de thuiswedstrijden van SV Spakenburg gemiddeld bezochten vanaf het seizoen 2004/05.
| 1600 |

| 1900 |

| 1900 |

| 2100 |

| 1800 |

| 2000 |

| 2100 |

| 2500 |

| 2300 |

| 2500 |

| 2500 |

| 2500 |

| 1900 |

| 1600 |

| 1400* |

| 1800 |

| 2000 |

| 2300 |

[*] Het seizoen 2019/20 werd vroegtijdig stopgezet vanwege de COVID-19-epidemie. De derby tegen IJsselmeervogels had nog niet plaatsgevonden op de blauwe kant van De Westmaat, waardoor het gemiddelde aantal toeschouwers dit seizoen lager uitviel.

## Erelijst
Algeheel amateurkampioen van Nederland (3×)
1985, 2014, 2024
Tweede Divisie (1×)
2024
Landskampioen zaterdagamateurs (vanaf 2011 als kampioen Topklasse zaterdag/ Derde Divisie zaterdag) (6×)
1952, 1963, 1985, 2012, 2014, 2018
Afdelingstitels Hoofdklasse/Eerste klasse (13×)
1940, 1947, 1950, 1952, 1962, 1963, 1969, 1974, 1985, 1987, 2000, 2008, 2018
Districtbeker West I (1×)
1985

## Competitieresultaten vanaf 1948
| 5 4B |

| 7 4B |

| 1 4B |

| 2 |

| 1 |

| 2 |

| 2 |

| 3 |

| 4 |

| 9 |

| 5 3B |

| 6 3B |

| 2 3A |

| 3 |

| 1 |

| 1 2B |

| 6 2A |

| 2 2A |

| 2 2C |

| 2 2C |

| 4 2A |

| 1 2C |

| 4 2D |

| 3 1B |

| 7 1A |

| 5 1B |

| 1 1B |

| 9 1A |

| 2 1A |

| 7 1A |

| 2 1B |

| 6 1B |

| 4 1A |

| 5 1B |

| 8 1A |

| 5 1B |

| 3 1B |

| 1 1C |

| 9 1B |

| 1 1B |

| 3 1C |

| 4 1A |

| 6 1B |

| 3 1C |

| 5 1B |

| 6 1B |

| 12 1B |

| 2 1C |

| 4 1B |

| 8 C |

| 2 B |

| 4 B |

| 1 B |

| 2 B |

| 2 C |

| 1 B |

| 3 B |

| 5 B |

| 5 B |

| 5 B |

| 1 B |

| 3 B |

| 3 B |

| 2 |

| 1 |

| 13 |

| 1 |

| 2 |

| 6 |

| 16 |

| 1 |

| 9 |

| -- |

| -- |

| 9 |

| 11 |

| 1 |

| 5 |

2003: De beslissingswedstrijd op 10 mei bij WHC om het klassekampioenschap in zaterdag HB werd met 1-2 verloren van SV Huizen
2013/14: De beslissingswedstrijd op 24 mei bij FC Volendam om het kampioenschap in de Topklasse zaterdag werd met 2-1 gewonnen van GVVV.
2019/20: Dit seizoen werd na 24 speelrondes stopgezet vanwege de uitbraak van het COVID-19-virus. Er werd voor dit seizoen geen eindstand vastgesteld.
2020/21: Dit seizoen werd na 6 speelrondes stopgezet vanwege de uitbraak van het COVID-19-virus. Er werd voor dit seizoen geen eindstand vastgesteld.
| Tweede divisie | Derde divisie Topklasse | Hoofdklasse | Eerste klasse | Tweede klasse | Derde klasse | Vierde klasse |

In elke staaf van de grafiek staat van boven naar beneden vermeld: 
- Eindnotering

Dit is de positie die de club heeft bereikt in de competitie, zonder eventuele beslissings-, play-off- of nacompetitiewedstrijden die nodig zijn geweest om bijvoorbeeld de kampioen van de competitie te bepalen.
Indien een * achter het getal staat is de notering een tussenstand en kan het zijn dat de notering niet overeenkomt met de uiteindelijke eindstand van de competitie.
Staat er een - dan is het seizoen nog bezig en is er geen definitieve uitslag bekend.
Staat er xx op de positie van de notering, dan heeft de club vroegtijdig de competitie verlaten. Dit kan onder andere komen door terugtrekking van het team, faillissement van de club of door een uitgedeelde straf van de KNVB. In veel gevallen staat elders in het artikel de reden vermeld.
Staat er een ? dan is het resultaat uit het verleden onbekend, en is alleen de competitie of het niveau bekend van dat seizoen.
In de seizoenen 2019/20 en 2020/21 werd wegens de coronacrisis het amateurvoetbal afgebroken. Daardoor kennen deze staven geen eindklassering (middels -- weergegeven).
- Competitieniveau en afdelingsletter of Officiële eindstand Eredivisie
  - Competitieniveau en afdelingsletter

Hierbij geeft het getal het niveau weer, dat ook terug te vinden is in de legenda. De letter is de afdelingsaanduiding en wordt gebruikt wanneer er meer afdelingen zijn op hetzelfde niveau. De afdelingsletter is altijd een hoofdletter en wordt meestal zonder nummer gebruikt.
Voorbeeld: 2F is niveau 2e klasse competitie F.
Het competitieniveau en nummer wordt niet vermeld wanneer er slechts één competitie van dit niveau was.
  - Officiële eindstand Eredivisie (getal staat tussen haakjes vermeld)

Sinds de introductie van play-offwedstrijden voor Europees voetbal na afloop van de reguliere competitie in 2005/06, is de KNVB verplicht een eindstand van de Eredivisie door te geven aan de UEFA aan de hand van deze play-offwedstrijden.
Bij deze eindstand staan clubs die zich hebben gekwalificeerd voor Europees voetbal hoger dan clubs die zich niet wisten te kwalificeren. Indien er geen verschil was tussen de eindnotering en de officiële eindstand, staat dit getal niet vermeld.

- Onderafdeling

Hier staat afgekort de naam van de onderafdeling indien de club in dat jaar in een onderafdeling uitkwam. Tevens staat deze afkorting in de legenda en wordt gelinkt naar het artikel over deze onderafdeling. Deze afkorting wordt alleen vermeld wanneer de club in het verleden in verschillende onderafdelingen heeft gespeeld. Deze vermelding is in de staaf altijd in kleine letters. Deze onderafdelingen zijn na het seizoen 1995/96 afgeschaft. Heeft de club in slechts één onderafdeling gespeeld, dan is dit alleen terug te vinden in de legenda.
Onder de staaf staat het jaartal vermeld waarin het seizoen is afgesloten. 15 verwijst naar het seizoen 2014/15 of eventueel het seizoen 1914/15.
Wanneer een staaf leeg is, zijn deze gegevens niet bekend. Het kan ook zijn dat de club dat seizoen niet heeft meegespeeld op het hogere amateurniveau, vroegtijdig de competitie heeft verlaten of uit de competitie is gezet.

In het seizoen 1944/45 was er wegens de Tweede Wereldoorlog geen regulier competitievoetbal.

### Eindstand Spakenburg per seizoen vanaf 1970/1971
| Seizoen     | Competitie      | Pos. | Wed. | Winst | Gel | Verl | Pnt | DV | DT | DS  |
| ----------- | --------------- | ---- | ---- | ----- | --- | ---- | --- | -- | -- | --- |
| 2024/2025   | Tweede Divisie  | 5    | 34   | 17    | 6   | 11   | 57  | 66 | 44 | 22  |
| 2023/2024   | Tweede Divisie  | 1    | 34   | 26    | 4   | 4    | 82  | 89 | 38 | 51  |
| 2022/2023   | Tweede Divisie  | 11   | 34   | 11    | 10  | 13   | 43  | 50 | 55 | −5  |
| 2021/2022   | Tweede Divisie  | 9    | 34   | 14    | 7   | 13   | 49  | 64 | 62 | 2   |
| 2020/2021** | Tweede Divisie  | 3    | 6    | 3     | 3   | 0    | 12  | 11 | 6  | 5   |
| 2019/2020** | Tweede Divisie  | 7    | 24   | 10    | 7   | 7    | 37  | 37 | 44 | −7  |
| 2018/2019   | Tweede Divisie  | 9    | 34   | 16    | 4   | 14   | 52  | 55 | 52 | 3   |
| 2017/2018   | Derde Divisie   | 1    | 34   | 22    | 5   | 7    | 71  | 68 | 32 | 36  |
| 2016/2017   | Tweede Divisie  | 16   | 34   | 9     | 10  | 15   | 37  | 61 | 66 | −5  |
| 2015/2016   | Topklasse       | 6    | 30   | 13    | 8   | 9    | 47  | 67 | 52 | 15  |
| 2014/2015   | Topklasse       | 2    | 30   | 16    | 8   | 6    | 56  | 65 | 37 | 28  |
| 2013/2014   | Topklasse       | 1    | 30   | 16    | 6   | 8    | 54  | 57 | 38 | 19  |
| 2012/2013   | Topklasse       | 13   | 30   | 10    | 5   | 15   | 35  | 47 | 54 | -7  |
| 2011/2012   | Topklasse       | 1    | 30   | 20    | 5   | 5    | 65  | 84 | 44 | 40  |
| 2010/2011   | Topklasse       | 2    | 30   | 18    | 6   | 6    | 60  | 83 | 41 | 42  |
| 2009-2010   | Hoofdklasse B   | 3    | 26   | 14    | 8   | 4    | 50  | 62 | 36 | 26  |
| 2008-2009   | Hoofdklasse B   | 5    | 26   | 12    | 6   | 8    | 42  | 52 | 39 | 13  |
| 2007-2008   | Hoofdklasse B   | 1    | 26   | 16    | 8   | 2    | 56  | 73 | 25 | 48  |
| 2006-2007   | Hoofdklasse B   | 5    | 26   | 12    | 6   | 8    | 42  | 47 | 35 | 12  |
| 2005-2006   | Hoofdklasse B   | 5    | 26   | 13    | 3   | 10   | 42  | 51 | 42 | 9   |
| 2004-2005   | Hoofdklasse B   | 5    | 26   | 12    | 4   | 10   | 40  | 52 | 42 | 10  |
| 2003-2004   | Hoofdklasse B   | 3    | 24   | 15    | 4   | 5    | 49  | 52 | 36 | 16  |
| 2002-2003   | Hoofdklasse B   | 2    | 26   | 16    | 4   | 6    | 52  | 57 | 24 | 33  |
| 2001-2002   | Hoofdklasse C   | 2    | 26   | 13    | 9   | 4    | 48  | 55 | 33 | 22  |
| 2000-2001   | Hoofdklasse B   | 2    | 26   | 17    | 6   | 3    | 57  | 66 | 29 | 37  |
| 1999-2000   | Hoofdklasse B   | 1    | 26   | 19    | 3   | 4    | 60  | 70 | 32 | 38  |
| 1998-1999   | Hoofdklasse B   | 4    | 26   | 11    | 8   | 7    | 41  | 55 | 43 | 12  |
| 1997-1998   | Hoofdklasse B   | 2    | 26   | 14    | 6   | 6    | 48  | 50 | 35 | 15  |
| 1996-1997   | Hoofdklasse C   | 8    | 26   | 8     | 9   | 9    | 33  | 42 | 35 | 7   |
| 1995-1996*  | Eerste klasse B | 4    | 26   | 11    | 6   | 9    | 39  | 51 | 39 | 12  |
| 1994-1995   | Eerste klasse C | 2    | 26   | 16    | 5   | 5    | 37  | 52 | 25 | 27  |
| 1993-1994   | Eerste klasse B | 12   | 26   | 8     | 7   | 11   | 23  | 36 | 48 | -12 |
| 1992-1993   | Eerste klasse B | 6    | 26   | 9     | 10  | 7    | 28  | 36 | 32 | 4   |
| 1991-1992   | Eerste klasse B | 5    | 26   | 10    | 8   | 8    | 28  | 43 | 37 | 6   |
| 1990-1991   | Eerste klasse C | 3    | 26   | 13    | 9   | 4    | 35  | 57 | 33 | 24  |
| 1989-1990   | Eerste klasse B | 6    | 26   | 9     | 9   | 8    | 27  | 47 | 41 | 6   |
| 1988-1989   | Eerste klasse A | 4    | 26   | 11    | 8   | 7    | 30  | 46 | 38 | 8   |
| 1987-1988   | Eerste klasse C | 3    | 26   | 13    | 8   | 5    | 34  | 51 | 36 | 15  |
| 1986-1987   | Eerste klasse B | 1    | 26   | 16    | 7   | 3    | 39  | 53 | 25 | 28  |
| 1985-1986   | Eerste klasse B | 9    | 26   | 7     | 12  | 7    | 26  | 39 | 35 | 4   |
| 1984-1985   | Eerste klasse C | 1    | 26   | 17    | 3   | 6    | 37  | 53 | 29 | 24  |
| 1983-1984   | Eerste klasse B | 3    | 24   | 13    | 7   | 4    | 33  | 42 | 30 | 12  |
| 1982-1983   | Eerste klasse B | 5    | 26   | 11    | 10  | 5    | 32  | 47 | 28 | 19  |
| 1981-1982   | Eerste klasse A | 8    | 26   | 10    | 5   | 11   | 25  | 27 | 26 | 1   |
| 1980-1981   | Eerste klasse B | 5    | 26   | 10    | 9   | 7    | 29  | 41 | 34 | 7   |
| 1979-1980   | Eerste klasse A | 4    | 26   | 10    | 9   | 7    | 29  | 46 | 37 | 9   |
| 1978-1979   | Eerste klasse B | 8    | 26   | 9     | 8   | 9    | 26  | 29 | 27 | 2   |
| 1977-1978   | Eerste klasse B | 2    | 26   | 12    | 7   | 7    | 31  | 40 | 35 | 5   |
| 1976-1977   | Eerste klasse A | 7    | 26   | 9     | 8   | 9    | 26  | 36 | 34 | 2   |
| 1975-1976   | Eerste klasse A | 2    | 26   | 11    | 9   | 6    | 31  | 37 | 27 | 10  |
| 1974-1975   | Eerste klasse A | 9    | 26   | 6     | 10  | 10   | 22  | 28 | 34 | -6  |
| 1973-1974   | Eerste klasse B | 1    | 22   | 17    | 1   | 4    | 35  | 36 | 17 | 19  |
| 1972-1973   | Eerste klasse B | 5    | 22   | 8     | 8   | 6    | 24  | 28 | 26 | 2   |
| 1971-1972   | Eerste klasse A | 7    | 20   | 5     | 8   | 7    | 18  | 17 | 24 | -7  |
| 1970-1971   | Eerste klasse B | 3    | 18   | 10    | 5   | 3    | 25  | 33 | 16 | 17  |

*Vanaf het seizoen 1995/1996 werden er drie punten per overwinning gegeven in plaats van twee punten.
**De seizoenen 2019/2020 en 2020/2021 werden vanwege corona niet uitgespeeld.

## Dorpsderby Spakenburg - IJsselmeervogels
De derby tussen SV Spakenburg en IJsselmeervogels behoort tot de grootste amateur-derby van Nederland. De ligging van beide clubs, pal naast elkaar, maakt deze bijzondere wedstrijd nog unieker. Rondom en tijdens de wedstrijden zijn er altijd vele sfeeracties die meermaals landelijk het nieuws hebben gehaald. 

### Derby in de Media
In 2005 zond de NOS het Studio Sport-document Rood of Blauw, een week uit het leven van een gespleten dorp uit.
In november 2007 kwam het boek De Derby uit, over de Spakenburgse derby, geschreven door Hans Klippus (sportredacteur Algemeen Dagblad) en Lex Stofkooper (scheidsrechter).
Dit werk won de Nico Scheepmaker Publieksprijs Beste Sportboek 2007.

### Uitslagen derby-wedstrijden in competitieverband

#### Derby's tot invoering Landelijke Eerste Klasse (-1970)
|                  | Wedstrijden | Winst | Gelijk | Verloren | Doel.V | Doel.T | Doel.S |
| ---------------- | ----------- | ----- | ------ | -------- | ------ | ------ | ------ |
| IJsselmeervogels | 36          | 20    | 6      | 10       | 88     | 59     | +29    |
| Spakenburg       | 36          | 10    | 6      | 20       | 59     | 88     | −29    |

| De wedstrijden tot invoering Landelijke Eerste Klasse (-1970) | De wedstrijden tot invoering Landelijke Eerste Klasse (-1970) | De wedstrijden tot invoering Landelijke Eerste Klasse (-1970) |
| Seizoen                                                       | Eerste wedstrijd                                              | Tweede wedstrijd                                              |
| ------------------------------------------------------------- | ------------------------------------------------------------- | ------------------------------------------------------------- |
| 1932/'33                                                      | IJsselmeervogels - Spakenburg 1-5                             | Spakenburg - IJsselmeervogels 2-2                             |
| 1934/'35                                                      | IJsselmeervogels - Spakenburg 2-4                             | Spakenburg - IJsselmeervogels 2-2                             |
| 1937/'38                                                      | IJsselmeervogels - Spakenburg 3-1                             | Spakenburg - IJsselmeervogels 3-0                             |
| 1939/'40                                                      | IJsselmeervogels - Spakenburg 3-2                             | Spakenburg - IJsselmeervogels 8-1                             |
| 1945/'46                                                      | IJsselmeervogels - Spakenburg 5-0                             | Spakenburg - IJsselmeervogels 1-3                             |
| 1947/'48                                                      | IJsselmeervogels - Spakenburg 3-1                             | Spakenburg - IJsselmeervogels 0-0                             |
| 1948/'49                                                      | IJsselmeervogels - Spakenburg 2-0                             | Spakenburg - IJsselmeervogels 0-2                             |
| 1950/'51                                                      | IJsselmeervogels - Spakenburg 3-2                             | Spakenburg - IJsselmeervogels 0-2                             |
| 1951/'52                                                      | IJsselmeervogels - Spakenburg 1-3                             | Spakenburg - IJsselmeervogels 1-2                             |
| 1952/'53                                                      | IJsselmeervogels - Spakenburg 3-4                             | Spakenburg - IJsselmeervogels 1-1                             |
| 1953/'54                                                      | IJsselmeervogels - Spakenburg 4-1                             | Spakenburg - IJsselmeervogels 0-0                             |
| 1954/'55                                                      | IJsselmeervogels - Spakenburg 3-0                             | Spakenburg - IJsselmeervogels 2-1                             |
| 1955/'56                                                      | IJsselmeervogels - Spakenburg 4-1                             | Spakenburg - IJsselmeervogels 1-7                             |
| 1956/'57                                                      | IJsselmeervogels - Spakenburg 2-1                             | Spakenburg - IJsselmeervogels 1-2                             |
| 1957/'58                                                      | IJsselmeervogels - Spakenburg 4-3                             | Spakenburg - IJsselmeervogels 1-3                             |
| 1958/'59                                                      | IJsselmeervogels - Spakenburg 12-0                            | Spakenburg - IJsselmeervogels 1-2                             |
| 1959/'60                                                      | IJsselmeervogels - Spakenburg 3-0                             | Spakenburg - IJsselmeervogels 2-0                             |
| 1960/'61                                                      | IJsselmeervogels - Spakenburg 1-1                             | Spakenburg - IJsselmeervogels 2-1                             |
| 1961/'62                                                      | IJsselmeervogels - Spakenburg 1-1                             | Spakenburg - IJsselmeervogels 2-1                             |

#### Derby's Landelijke Eerste Klasse (1970-1996)
|                  | Wedstrijden | Winst | Gelijk | Verloren | Doel.V | Doel.T | Doel.S |
| ---------------- | ----------- | ----- | ------ | -------- | ------ | ------ | ------ |
| IJsselmeervogels | 16          | 3     | 8      | 5        | 16     | 18     | −2     |
| Spakenburg       | 16          | 5     | 8      | 3        | 18     | 16     | +2     |

| De wedstrijden in de Landelijke Eerste Klasse (1970-1996) | De wedstrijden in de Landelijke Eerste Klasse (1970-1996) | De wedstrijden in de Landelijke Eerste Klasse (1970-1996) | De wedstrijden in de Landelijke Eerste Klasse (1970-1996) | De wedstrijden in de Landelijke Eerste Klasse (1970-1996) |
| Seizoen                                                   | Datum                                                     | Eerste wedstrijd                                          | Datum                                                     | Tweede wedstrijd                                          |
| --------------------------------------------------------- | --------------------------------------------------------- | --------------------------------------------------------- | --------------------------------------------------------- | --------------------------------------------------------- |
| 1972-'73                                                  | 2 september 1972                                          | IJsselmeervogels - Spakenburg 2-1                         | 2 december 1972                                           | Spakenburg - IJsselmeervogels 2-1                         |
| 1982-'83                                                  | 8 januari 1983                                            | IJsselmeervogels - Spakenburg 1-1                         | 4 april 1983                                              | Spakenburg - IJsselmeervogels 1-1                         |
| 1985-'86                                                  | 16 november 1985                                          | IJsselmeervogels - Spakenburg 1-1                         | 17 mei 1986                                               | Spakenburg - IJsselmeervogels 2-2                         |
| 1986-'87                                                  | 1 november 1986                                           | IJsselmeervogels - Spakenburg 0-0                         | 9 mei 1987                                                | Spakenburg - IJsselmeervogels 1-0                         |
| 1989-'90                                                  | 9 september 1989                                          | Spakenburg - IJsselmeervogels 0-0                         | 24 februari 1990                                          | IJsselmeervogels - Spakenburg 2-4                         |
| 1992-'93                                                  | 12 december 1992                                          | IJsselmeervogels - Spakenburg 1-0                         | 20 maart 1993                                             | Spakenburg- IJsselmeervogels 2-1                          |
| 1993-'94                                                  | 25 september 1993                                         | Spakenburg - IJsselmeervogels 1-0                         | 19 maart 1994                                             | IJsselmeervogels - Spakenburg 3-1                         |
| 1994-'95                                                  | 5 november 1994                                           | IJsselmeervogels - Spakenburg 0-0                         | 22 april 1995                                             | Spakenburg - IJsselmeervogels 1-1                         |

#### Derby's Hoofdklasse (1996-2010)
|                  | Wedstrijden | Winst | Gelijk | Verloren | Doel.V | Doel.T | Doel.S |
| ---------------- | ----------- | ----- | ------ | -------- | ------ | ------ | ------ |
| IJsselmeervogels | 16          | 7     | 2      | 7        | 21     | 33     | −12    |
| Spakenburg       | 16          | 7     | 2      | 7        | 33     | 21     | +12    |

| De wedstrijden in de Hoofdklasse (1996-2010) | De wedstrijden in de Hoofdklasse (1996-2010) | De wedstrijden in de Hoofdklasse (1996-2010) | De wedstrijden in de Hoofdklasse (1996-2010) | De wedstrijden in de Hoofdklasse (1996-2010) |
| Seizoen                                      | Datum                                        | Eerste wedstrijd                             | Datum                                        | Tweede wedstrijd                             |
| -------------------------------------------- | -------------------------------------------- | -------------------------------------------- | -------------------------------------------- | -------------------------------------------- |
| 2002-'03                                     | 28 september 2002                            | IJsselmeervogels - Spakenburg 1-2            | 12 april 2003                                | Spakenburg - IJsselmeervogels 3-0            |
| 2003-'04                                     | 25 oktober 2003                              | IJsselmeervogels - Spakenburg 0-2            | 13 maart 2004                                | Spakenburg - IJsselmeervogels 4-1            |
| 2004-'05                                     | 23 oktober 2004                              | Spakenburg - IJsselmeervogels 2-3            | 12 maart 2005                                | IJsselmeervogels - Spakenburg 1-0            |
| 2005-'06                                     | 5 november 2005                              | Spakenburg - IJsselmeervogels 0-2            | 1 april 2006                                 | IJsselmeervogels - Spakenburg 0-0            |
| 2006-'07                                     | 11 november 2006                             | Spakenburg - IJsselmeervogels 1-2            | 21 april 2007                                | IJsselmeervogels - Spakenburg 2-1            |
| 2007-'08                                     | 17 november 2007                             | IJsselmeervogels -Spakenburg 1-5             | 26 april 2008                                | Spakenburg - IJsselmeervogels 7-1            |
| 2008-'09                                     | 13 december 2008                             | Spakenburg - IJsselmeervogels 1-3            | 9 mei 2009                                   | IJsselmeervogels - Spakenburg 1-1            |
| 2009-'10                                     | 7 november 2009                              | IJsselmeervogels - Spakenburg 0-2            | 10 april 2010                                | Spakenburg - IJsselmeervogels 2-3            |

#### Derby's Topklasse (2010-2016)
|                  | Wedstrijden | Winst | Gelijk | Verloren | Doel.V | Doel.T | Doel.S |
| ---------------- | ----------- | ----- | ------ | -------- | ------ | ------ | ------ |
| IJsselmeervogels | 12          | 4     | 4      | 4        | 18     | 19     | −1     |
| Spakenburg       | 12          | 4     | 4      | 4        | 19     | 18     | +1     |

| De wedstrijden in de Topklasse (2010-2016) | De wedstrijden in de Topklasse (2010-2016) | De wedstrijden in de Topklasse (2010-2016) | De wedstrijden in de Topklasse (2010-2016) | De wedstrijden in de Topklasse (2010-2016) |
| Seizoen                                    | Datum                                      | Eerste wedstrijd                           | Datum                                      | Tweede wedstrijd                           |
| ------------------------------------------ | ------------------------------------------ | ------------------------------------------ | ------------------------------------------ | ------------------------------------------ |
| 2010-'11                                   | 6 november 2010                            | Spakenburg - IJsselmeervogels 2-3          | 16 april 2011                              | IJsselmeervogels - Spakenburg 3-2          |
| 2011-'12                                   | 8 oktober 2011                             | IJsselmeervogels - Spakenburg 2-2          | 24 maart 2012                              | Spakenburg - IJsselmeervogels 2-1          |
| 2012-'13                                   | 22 september 2012                          | Spakenburg - IJsselmeervogels 2-1          | 9 maart 2013                               | IJsselmeervogels - Spakenburg 1-0          |
| 2013-'14                                   | 2 november 2013                            | IJsselmeervogels - Spakenburg 0-2          | 29 maart 2014                              | Spakenburg - IJsselmeervogels 1-1          |
| 2014-'15                                   | 29 november 2014                           | Spakenburg - IJsselmeervogels 4-2          | 4 april 2015                               | IJsselmeervogels -Spakenburg 0-0           |
| 2015-'16                                   | 21 november 2015                           | IJsselmeervogels - Spakenburg 3-1          | 9 april 2016                               | Spakenburg - IJsselmeervogels 1-1          |

#### Derby's Tweede divisie (2018-heden)
|                  | Wedstrijden | Winst | Gelijk | Verloren | Doel.V | Doel.T | Doel.S |
| ---------------- | ----------- | ----- | ------ | -------- | ------ | ------ | ------ |
| IJsselmeervogels | 7           | 1     | 6      | 0        | 13     | 10     | +3     |
| Spakenburg       | 7           | 0     | 6      | 1        | 10     | 13     | -3     |

| De wedstrijden in de Tweede divisie (2018-heden) | De wedstrijden in de Tweede divisie (2018-heden) | De wedstrijden in de Tweede divisie (2018-heden) | De wedstrijden in de Tweede divisie (2018-heden) | De wedstrijden in de Tweede divisie (2018-heden) |
| Seizoen                                          | Datum                                            | Eerste wedstrijd                                 | Datum                                            | Tweede wedstrijd                                 |
| ------------------------------------------------ | ------------------------------------------------ | ------------------------------------------------ | ------------------------------------------------ | ------------------------------------------------ |
| 2018-'19                                         | 29 september 2018                                | Spakenburg]- IJsselmeervogels 2-2                | 19 januari 2019                                  | IJsselmeervogels - Spakenburg 1-1                |
| 2019-'20                                         | 12 oktober 2019                                  | IJsselmeervogels - Spakenburg 2-2                | 18 April 2020                                    | Niet gespeeld i.v.m. stilgelegd seizoen          |
| 2020-'21                                         | 24 oktober 2020                                  | Niet gespeeld i.v.m. stilgelegd seizoen          | 24 april 2021                                    | Niet gespeeld i.v.m. stilgelegd seizoen          |
| 2021-'22                                         | 8 maart 2022                                     | IJsselmeervogels - Spakenburg 2-2                | 14 mei 2022                                      | Spakenburg - IJsselmeervogels 1-1                |
| 2022-'23                                         | 5 november 2022                                  | Spakenburg - IJsselmeervogels 1-1                | 22 april 2023                                    | IJsselmeervogels - Spakenburg 4-1                |

#### Balans Totaal
|                  | Wedstrijden | Winst | Gelijk | Verloren | Doel.V | Doel.T | Doel.S |
| ---------------- | ----------- | ----- | ------ | -------- | ------ | ------ | ------ |
| IJsselmeervogels | 87          | 35    | 26     | 26       | 156    | 139    | +17    |
| Spakenburg       | 87          | 26    | 26     | 35       | 139    | 156    | −17    |

## Bekende (oud-)spelers
- Luuk Admiraal
- Taoufik Ameziane
- Menno van Appelen
- Richard Arends
- Masies Artien
- Shane Arana Barrantes
- Lion Axwijk
- Istvan Bakx
- Henk Baum
- Boy van de Beek
- Barry Beijer
- Joey Belterman
- Khalid Benlahsen
- Jeffrey van den Berg
- Jordi Bitter
- Barry Ditewig
- Giovanni Gravenbeek
- Hans van de Haar
- Erik Homan
- Harmen Kuperus
- Danny van den Meiracker
- Gérard van der Nooij
- Niek Ripson
- Bert Steltenpool
- Theo Timmermans
- Ismo Vorstermans
- Jasper Waalkens
- Leon ter Wielen
- Nathaniel Will
- Kees Tol
- Thijs Houwing
- Vince Gino Dekker

## Bekende (oud-)trainers
- Dick de Boer
- John de Wolf